# Seznam osebnih imen na P
Seznam osebnih imen, ki se pričnejo s črko P.

## Seznam

### Pa
- Pablo
- Paikea
- Pankracij
- Pankrac
- Patricia
- Patricij
- Patricija
- Patrick
- Patrik
- Patrizia
- Paula
- Paulina
- Pavel
- Pavla
- Pavle
- Pavlica
- Pavlina
- Pavica
- Pato

### Pe
- Pelagija
- Pepca
- Peregrin
- Peregrina
- Pero
- Peter
- Petja, moško ime
- Petja, žensko ime
- Petko
- Petra
- Petricia
- Petricija
- Petrina

### Pi
- Pia
- Pierina
- Pij
- Pija
- Pika

### Po
- Polde
- Poldka
- Polikarp
- Polona
- Polonca
- Pongarc
- Pongrac

### Pr
- Predrag
- Primož

### Pu
- Pust